# Allograpta javana
Allograpta javana är en tvåvingeart som först beskrevs av Christian Rudolph Wilhelm Wiedemann 1824.  Allograpta javana ingår i släktet Allograpta och familjen blomflugor. Inga underarter finns listade i Catalogue of Life.